# Code civil (Syrie)
Pour les autres articles nationaux ou selon les autres juridictions, voir Code civil.
Le Code civil est promulgué par le décret législatif no 84 du 18 mai 1949, inspiré du Code civil égyptien.